# В будинку мого батька (фільм)
У домі мого тата (англ. In My Father's Den) — кінофільм режисера Бреда Макганна, що вийшов в прокат у 2004 році. Це екранізація роману новозеландського письменника Моріса Гі (Maurice Gee).

## Сюжет
Відомий фотожурналіст Пол Прайор, який прославився репортажами з «гарячих» точок через 17 років повертається у рідне містечко у провінції Нової Зеландії. Приводом цьому послужила смерть його батька. Зустріч з братом Ендрю і знайомими, а також відвідання батьківського дому пробуджує у його душі численні згадки. Невдовзі між ним і Селією — ученицею школи, у якій він починає викладати — виникає дружба. Коли Селія зникає, виявляється, що Пол — останній, хто міг її бачити. Природно, що він стає головним підозрюваним.

## У ролях
- Меттью Макфедьєн — Пол Прайор
- Эмили Барклай — Селія Стаймер
- Миранда Отто — Пенні
- Колін Ма — Ендрю
- Джиммі Кін — Джонатан
- Джоді Рімер — Джекі
- Ванесса Рідделл — Айріс

## Нагороди і номінації
- 2004 — Премія молодіжного журі кінофестивалю у Сан-Себастьяні
- 2004 — Приз ФИПРЕССИ на кінофестивалі у Торонто («за емоційну зрілість, вражаюче акторське виконання і візуальну витонченість»)[2]
- 2005 — Премія британського незалежного кіно найбільш багатонадійному новачку (Емілі Барклай) і номінація на премію кращому актору (Меттью Макфейден)[3]
- 2005 — 10 премій New Zealand Film Awards:
  - кращий фільм (Тревор Хейсом, Діксі Ліндер),
  - краща режисура (Бред Макганн),
  - кращий сценарій (Бред Макганн),
  - краща чоловіча роль (Меттью Макфейден),
  - краща жіноча роль (Емілі Барклай),
  - краща чоловіча роль другого плану (Колін Ма),
  - краща жіноча роль другого плану (Джоді Ріммер),
  - краща операторская робота (Стюарт Драйбург),
  - кращий монтаж (Кріс Пламмер),
  - кращий саундтрек
- 2005 — Спеціальний приз журі кінофестивалю у Сіетлі
- 2005 — приз за кращу операторску роботу на Шанхайскому кінофестивалі (Стюарт Драйбург)

## Саундтрек
| Композиція                              | Автор                                 | Виконавець                                     |
| --------------------------------------- | ------------------------------------- | ---------------------------------------------- |
| «Chants d'Auvergne - Series 1: Bailero» | Марі-Жозеф Кантелуб                   | Кири Ті Канава і The English Chamber Orchestra |
| «Full of Stars»                         | Олівер Найтс і Гейл Париджанян        | Turin Brakes                                   |
| «Last Of The Golden Weather»            | Аластер Рідделл                       | Space Waltz                                    |
| «Massacre Mics»                         | Біл Урале                             | King Kapisi                                    |
| «What's going on»                       | Jed Town                              | Jed Town                                       |
| «Free Money»                            | Патті Сміт і Ленні Кей                | Патті Сміт                                     |
| «Horses»                                | Патті Сміт                            | Патті Сміт                                     |
| «Lost in a Mansion»                     | Пол Бонд, Грант Соверби і Крис Босман | Пол Бонд, Грант Соверби і Крис Босман          |
| «Take Everything»                       | Девид Робек і Хоуп Сандовал           | Mazzy Star                                     |
| «Into Dust»                             | Девид Робек і Хоуп Сандовал           | Mazzy Star                                     |